# Rzym II
Rzym II – rozporządzenie (WE) nr 864/2007 Parlamentu Europejskiego i Rady z dnia 11 lipca 2007 r. dotyczące prawa właściwego dla zobowiązań pozaumownych (Rzym II). 

## Przedmiotowy zakres zastosowania
Rozporządzenie znajduje zastosowanie do zobowiązań pozaumownych w sprawach cywilnych i handlowych. Nie stosuje się tego rozporządzenia do:
- spraw podatkowych,
- spraw celnych,
- spraw administracyjnych,
- odpowiedzialności państwa za działania i zaniechania w wykonaniu władzy publicznej (acta iure imperii),
- zobowiązania pozaumowne wynikające ze stosunków rodzinnych oraz stosunków uznawanych, zgodnie z prawem dla nich właściwym, za mające podobne skutki, w tym zobowiązania alimentacyjne,
- zobowiązania pozaumowne wynikające z małżeńskich ustrojów majątkowych, z ustrojów majątkowych stosunków uznawanych, zgodnie z prawem dla nich właściwym, za mające podobne skutki do małżeństwa, z dziedziczenia testamentowego i ustawowego,
- zobowiązania pozaumowne wynikające z weksli, czeków, weksli własnych oraz innych zbywalnych papierów wartościowych w zakresie, w jakim zobowiązania z tych innych zbywalnych papierów wartościowych wynikają z ich zbywalnego charakteru,
- zobowiązania pozaumowne wynikające z prawa spółek i innych jednostek organizacyjnych, posiadających lub nieposiadających osobowości prawnej, dotyczących kwestii takich jak:
  - utworzenie,
  - zdolność prawna,
  - ustrój wewnętrzny lub rozwiązanie,
  - osobista odpowiedzialność organów i wspólników za zobowiązania spółki lub jednostki organizacyjnej,
  - osobista odpowiedzialność audytorów wobec spółki lub wobec jej wspólników w związku z badaniem dokumentów rachunkowych,
- zobowiązania pozaumowne wynikające ze stosunków pomiędzy założycielami, powiernikami i beneficjentami trustu utworzonego dobrowolnie,
- zobowiązania pozaumowne wynikające ze szkód jądrowych,
- zobowiązania pozaumowne wynikające z naruszenia prawa do prywatności i innych dóbr osobistych, w tym zniesławienie.

## Zobowiązania pozaumowne
Rozporządzenie definiuje szkodę jako wszelkie następstwo wynikające z czynu niedozwolonego, bezpodstawnego wzbogacenia, prowadzenia cudzych spraw bez zlecenia lub culpa in contrahendo.
Rozporządzenie znajduje zastosowanie także do zobowiązań pozaumownych, co do których zachodzi prawdopodobieństwo ich powstania.

## Czyny niedozwolone

### Zasada ogólna
Zasada ogólna mówi, że prawem właściwym dla zobowiązania pozaumownego wynikającego z czynu niedozwolonego jest prawo państwa, w którym powstaje szkoda. Nie ma znaczenia, gdzie miało miejsce zdarzenie powodujące szkodę albo gdzie występuje skutki pośrednie tego zdarzenia.
Jednak, gdy osoba, której przypisuje się odpowiedzialność, i poszkodowany w chwili powstania szkody mają miejsce zwykłego pobytu w tym samym państwie, stosuje się prawo tego państwa.
Gdy jednak ze wszystkich okoliczności wyraźnie wynika, że czyn pozostaje w znacznie ściślejszym związku z państwem innym niż państwo, w którym wystąpiła szkoda, stosuje się prawo tego państwa.
Od zasady ogólnej istnieją wyjątki.

### Odpowiedzialność za produkt
Dla zobowiązania pozaumownego z tytułu szkody wyrządzonej przez produkt prawem właściwym jest:
- prawo państwa, w którym poszkodowany ma, w chwili powstania szkody, miejsce zwykłego pobytu, jeżeli produkt został wprowadzony do obrotu w tym państwie.

W braku takiego prawa prawem właściwym jest:
- prawo państwa, w którym produkt nabyto, jeżeli został wprowadzony do obrotu w tym państwie.

Jeżeli nie zachodzi taka okoliczność, prawem właściwym jest:
- prawo państwa, w którym powstała szkoda, jeżeli produkt został wprowadzony do obrotu w tym państwie.

Zaznacza się, że jednak prawem właściwym jest prawo miejsca zwykłego pobytu osoby, której przypisuje się odpowiedzialność, jeżeli osoba ta nie mogła w uzasadniony sposób przewidzieć wprowadzenia produktu lub produktu tego samego rodzaju do obrotu w państwie, którego prawo się stosuje według wyżej wymienionych uregulowań.
Jednak jeżeli istnieje ściślejszy związek czynu niedozwolonego z innym państwem, niż państwa wskazane wyżej, to stosuje się prawo tego innego państwa.

### Nieuczciwa konkurencja i praktyki ograniczające wolną konkurencję
Prawem właściwego dla zobowiązania pozaumownego wynikającego z czynu nieuczciwej konkurencji jest prawo państwa, w którym występuje lub jest prawdopodobne wystąpienie naruszenia stosunków konkurencyjnych lub zbiorowych interesów konsumentów.
Gdy czyn narusza wyłącznie interesy oznaczonego konkurenta, stosuje się zasady ogólne dla czynów niedozwolonych.
Prawem właściwym dla zobowiązań pozaumownych wynikających z ograniczenia konkurencji jest prawo państwa, na którego rynku praktyki te wywołują skutek lub na którego rynku zachodzi prawdopodobieństwo wywołania przez nie skutku.
Gdy praktyki wywołują skutek lub zachodzi prawdopodobieństwo wywołania przez nie skutku na rynku więcej niż jednego państwa osoba dochodząca odszkodowania, wszczynająca postępowanie w sądzie miejsca zamieszkania pozwanego, może zamiast tego oprzeć swoje żądanie na prawie sądu, do którego zwróciła się o rozstrzygnięcie sprawy - pod warunkiem, że rynek tego państwa członkowskiego należy do rynków bezpośrednio i w istotny sposób dotkniętych ograniczeniem konkurencji, z którego to wynika zobowiązanie pozaumowne stanowiące podstawę żądania.
Jeżeli postępowanie wszczynane jest na podstawie właściwych przepisów o jurysdykcji przeciwko więcej niż jednemu pozwanemu w tym sądzie, żądanie może być oparte na prawie tego sądu, tylko pod warunkiem że ograniczenie konkurencji, którego dotyczy żądanie wobec każdego z tych pozwanych, bezpośrednio i w istotny sposób wpływa również na rynek państwa członkowskiego tego sądu.
Prawa właściwe dotyczące nieuczciwej konkurencji i praktyk ograniczających wolną konkurencję nie podlegają wyłączeniu w drodze porozumienia stron.

### Szkody w środowisku naturalnym
Prawem właściwym dla zobowiązania pozaumownego wynikającego ze szkody w środowisku naturalnym lub ze szkody na osobie lub w mieniu, będącej następstwem takiej szkody, jest prawo państwa, w którym powstaje szkoda.
Wyjątkiem jest sytuacja, gdy osoba dochodząca odszkodowania decyduje się poddać swoje roszczenie prawu państwa, w którym nastąpiło zdarzenie powodujące szkodę.

### Naruszenie praw własności intelektualnej
Prawem właściwym dla zobowiązań pozaumownych wynikających z naruszenia prawa własności intelektualnej jest prawo państwa, na podstawie którego dochodzi się ochrony.
W przypadku zobowiązania pozaumownego wynikającego z naruszenia jednolitego wspólnotowego prawa własności intelektualnej, prawem właściwym dla wszelkich kwestii niepodlegających odpowiedniemu instrumentowi wspólnotowemu jest prawo państwa, w którym naruszenie to miało miejsce.
Prawo właściwe mające zastosowanie do zobowiązań pozaumownych wynikających z naruszenia prawa własności intelektualnej nie podlega wyłączeniu w drodze umowy zawartej między stronami.

### Spory zbiorowe
Prawem właściwym dla zobowiązania pozaumownego z tytułu odpowiedzialności osoby będącej pracownikiem lub pracodawcą lub z tytułu odpowiedzialności organizacji reprezentujących ich interesy zawodowe za spory spowodowane sporem zbiorowym, planowanym lub prowadzonym, jest prawo państwa, w którym spór taki ma zostać lub został podjęty.

## Bezpodstawne wzbogacenie
Jeżeli zobowiązanie pozaumowne z tytułu bezpodstawnego wzbogacenia, w tym też z nienależnego świadczenia, dotyczy istniejącego pomiędzy stronami stosunku, takiego jak stosunek wynikający z umowy lub z czynu niedozwolonego, który jest ściśle związany z tym bezpodstawnym wzbogaceniem, podlega ono prawu właściwemu dla tego stosunku.